# Kruticha (Region Altai, Krutichinski)
Kruticha (russisch Крути́ха) ist ein Dorf (selo) in der Region Altai (Russland) mit 3804 Einwohnern (Stand 14. Oktober 2010).

## Geographie
Der Ort liegt etwa 180 km Luftlinie westnordwestlich des Regionsverwaltungszentrums Barnaul und 20 km nordnordwestlich der Stadt Kamen am Ob. Er befindet sich bei der Einmündung des gleichnamigen Baches Kruticha am linken Ufer des Ob, am oberen Ende des Staubereiches des Nowosibirsker Stausees.
Kruticha ist Verwaltungssitz des Rajons Krutichinski sowie Sitz und einzige Ortschaft der Landgemeinde Krutichinski selsowet.

## Geschichte
Das Dorf wurde 1724 (nach anderen Angaben 1748) gegründet und erstmals 1944 Zentrum eines Rajons. Nach der vorübergehenden Auflösung des Rajons 1963 wurde dieser 1974 wiederhergestellt.

### Bevölkerungsentwicklung
| Jahr | Einwohner |
| ---- | --------- |
| 1959 | 3355      |
| 1979 | 3224      |
| 1989 | 4199      |
| 2002 | 4328      |
| 2010 | 3804      |

Anmerkung: Volkszählungsdaten

## Verkehr
Kruticha liegt an der Regionalstraße R380, die von Barnaul dem linken Ufer des Ob über Kamen am Ob nach Nowosibirsk folgt. In westlicher Richtung zweigt dort eine Straße in die benachbarten Rajonzentren Pankruschicha und Chabary ab. Die nächstgelegene Bahnstation befindet sich im 20 km entfernten Kamen am Ob bei Kilometer 600 der Eisenbahnstrecke Omsk – Karassuk – Srednesibirskaja (nördlich von Barnaul), der „Mittelsibirischen Magistrale“, die Anfang der 1960er-Jahre zur Entlastung der Transsibirischen Eisenbahn errichtet wurde.